# فرزندخواندگی (فیلم ۲۰۰۹)
«فرزندخواندگی» (انگلیسی: Adopted (film)) فیلمی در ژانر کمدی به کارگردانی پاولی شور است که در سال ۲۰۰۹ منتشر شد.